# Tijeras
La Tijeras, direktöversättning sax, i detta fall med betydelsen huvudsax eller bensax, och på engelska ofta kallat headscissors, är en manöver inom fribrottning, särskilt vanlig inom mexikansk fribrotting, lucha libre.
Manövern kan utföras i många olika variationer: ståendes, springandes, från repen och i olika riktningar. Tijeras och huracánrana kan ofta förväxlas. Tijeras utförs med målet att kasta motståndaren, medan en huracánrana utförs med syfte att även efter manövern hålla fast motståndaren och besegra denne genom fasthållningen.